# Portas do Cerco
Arcos das Portas do Cerco, o lugar que marcava a fronteira entre o território português de Macau e a China
Portas do Cerco (chinês:關閘, literalmente porta da fronteira) é uma área no norte da Península de Macau, no seu istmo, na fronteira entre o antigo território português de Macau e a China, em frente ao posto fronteiriço chinês de Gongbei, Zhuhai, na China continental.
O novo Posto Fronteiriço da Portas do Cerco, entre a Região Administrativa Especial de Macau e o território continental da República Popular da China, foi aberto a 15 de Janeiro de 2004.

## Arco das Portas do Cerco
O Arco das Portas do Cerco foi inaugurado em 1871 pelo Governo português de Macau para homenagear os feitos heroicos do Governador João Ferreira do Amaral e do Coronel Vicente Nicolau de Mesquita na defesa e promoção da soberania portuguesa em Macau. Neste arco, estão gravados as datas do assassínio do Governador (22 de Agosto de 1849) e da batalha do Passaleão (25 de Agosto de 1849). Está também gravada o lema "A Pátria honrai, que a Pátria vos comtempla".